# Boonesborough

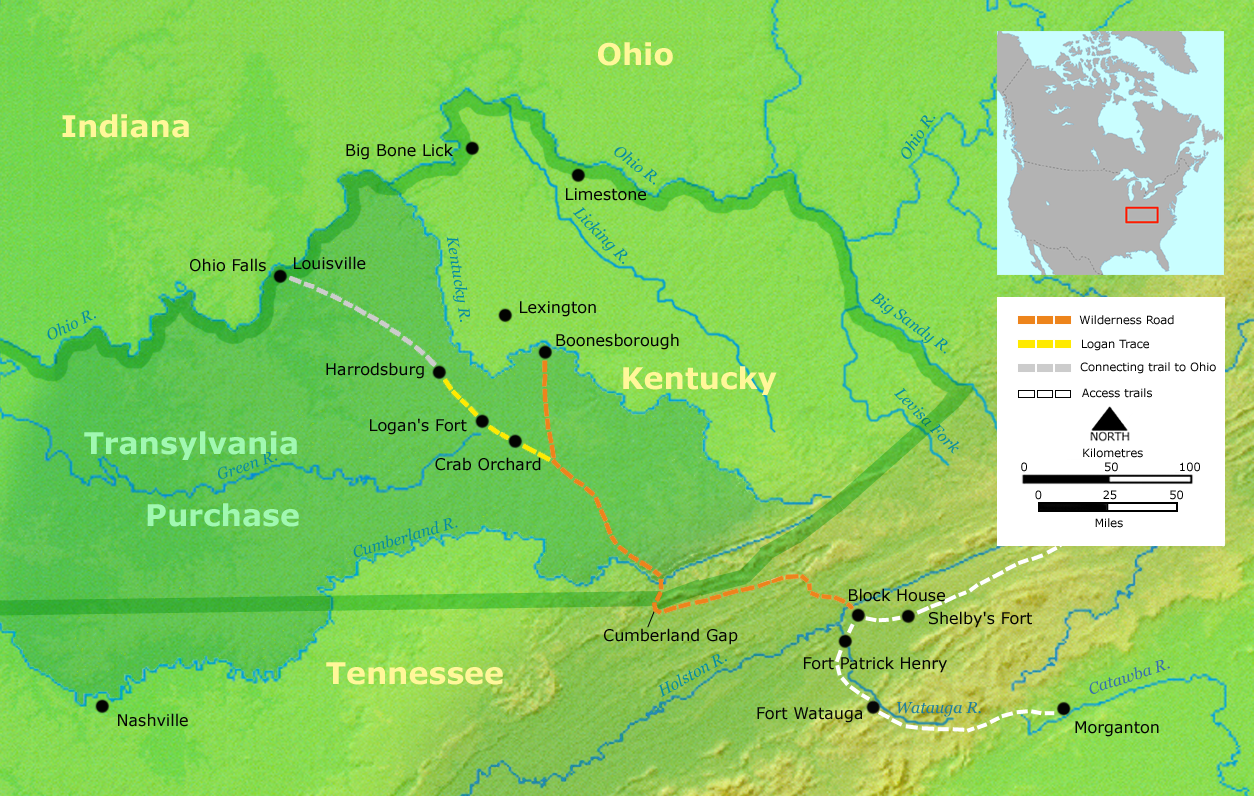
Die Wilderness Road im Jahre 1785 mit dem Endpunkt Boonesborough

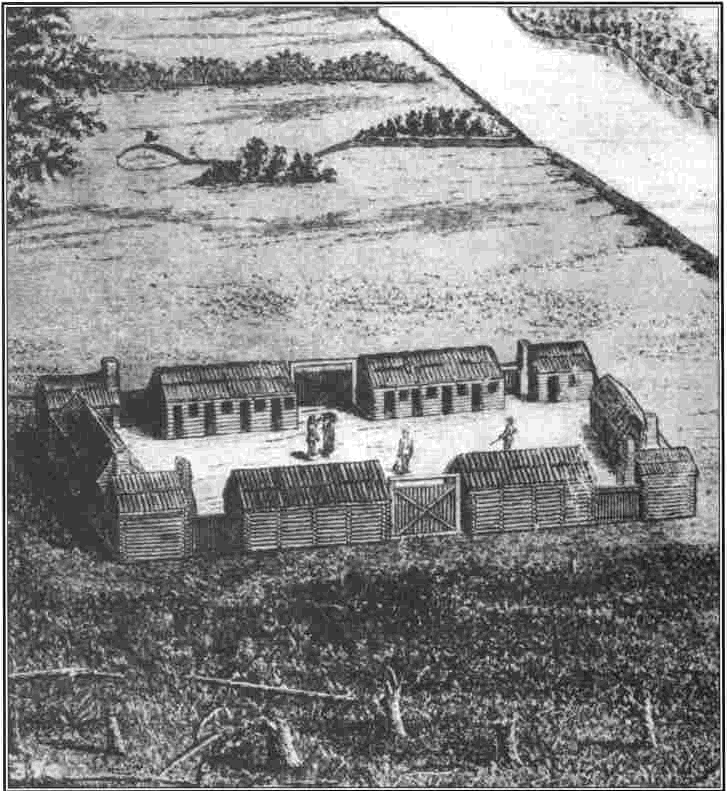
Fort Boonesborough, Druck aus dem 19. Jahrhundert

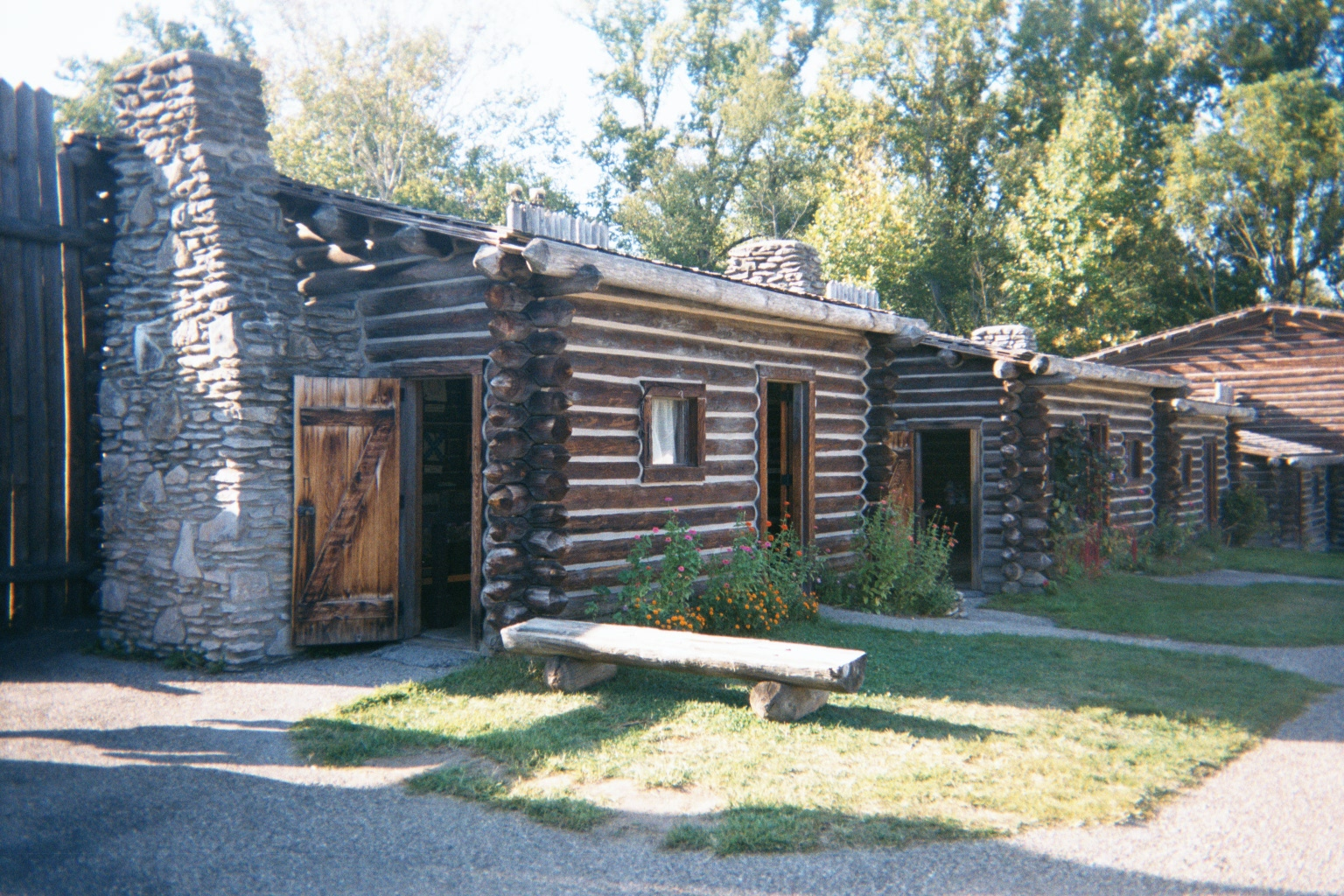
Nachbau von Fort Boonsborough im Fort Boonesborough State Park, 2001

Boonesborough ist eine US-amerikanische Gemeinde im Madison County im Bundesstaat Kentucky.
Der Kentucky River fließt durch die Stadt. Benannt ist Boonesborough nach ihrem Gründer Daniel Boone, der 1775 an dieser Stelle, dem Endpunkt der von ihm erschlossenen Wilderness Road, ein Basislager errichtete und dort von 1775 bis 1779 lebte. Boone führte die befestigte Ansiedlung erfolgreich durch die Belagerung von 1778 während des Amerikanischen Unabhängigkeitskrieges.
Nach 1800 nahm die Bevölkerung immer weiter ab, bis Boonesborough bei der Volkszählung 1820 nicht mehr als Stadt gewertet wurde. Das Fort zerfiel und die Mauern wurden als Baumaterial genutzt. Erst im 20. Jahrhundert begann man, sich wieder für die Stadt zu interessieren.
1963 wurde Fort Boonesborough State Park eröffnet, seit 1987 werden hier archäologische Grabungen durchgeführt.